# Белоусов, Владимир Владимирович
Владимир Владимирович Белоусов (17 (30) октября 1907, Москва — 25 декабря 1990, там же) — советский геолог, геофизик, геотектонист, профессор, член-корреспондент Академии наук СССР (1953). Автор радиомиграционной гипотезы развития тектоносферы.

## Биография
Родился 17 (30) октября 1907 года в городе Москва в семье Владимира Викторовича, присяжного поверенного, и Ксении Генриховны (в девичестве — Поль), пианистки и певицы . Владимир был вторым ребёнком в семье, сестра Любовь родилась пятью годами ранее. Родители предполагали обучение своих детей за границей, а отец пророчил сыну карьеру инженера путей сообщения. В 1917 году Владимир поступает в реальное училище, задержавшись в нём лишь на пару лет, дальнейшее среднее образование получал в музыкальных училище и техникуме по классу фортепиано.
В 1926—1929 годах участвует в поездках на север России по заданию редакции журнала «Всемирный следопыт», на страницах которого публикуются его путевые очерки и рассказы. Рассказ «Ущелье Большого Дракона» был удостоен премии на литературном конкурсе журнала.
В 1927 году поступил на физико-математический факультет Московского университета, в 1930 году покинул университет и переехал в Ленинград где закончил ЛГУ.
В период с 1929 по 1931 годы участвует в геологических исследованиях в Забайкалье в составе группы М. М. Тетяева. В 1935 году при содействии В. И. Вернадского публикует во Франции работу по геохимии гелия.
В 1933 году начал геологические исследования на Кавказе, увенчавшиеся в 1938 году защитой докторской диссертации «Большой Кавказ. Опыт геотектонического исследования». В 1942 году вернулся в Москву.
В 1943 году организовал в Институте теоретической геофизики АН СССР лабораторию теоретической геотектоники (позже — отдел геодинамики Института физики Земли АН СССР).
С 1943 по 1949 годы профессор Московского геологоразведочного института им. С.Орджоникидзе, читает курсы «Общая геология» и «Геотектоника».
С 1953 по 1990 годы профессор кафедры динамической геологии, где читал курс «Геотектоника»,а c 1987 года спецкурсы «Физические основы структурной геологии» и «Учение о структурных парагенезах».
В 1953 году на кафедре динамической геологии МГУ организовал и возглавил лабораторию тектонофизики (с 1970 — лаборатория тектонофизики и геотектоники). Лаборатория создавалась с целью выяснения механизмов формирования тектонических структур, выявляемых в процессе детальных полевых наблюдений в различных регионах, с последующим математическим и физическим моделированием этих структур на эквивалентных материалах, сопоставлении природных и модельных структур и формулировке концепции их формирования.
В конце 1950-х — 1960-х активно участвует в различных международных геологических проектах, являясь одним из наиболее авторитетных за рубежом советских геологов-тектонистов.
В 1954 году представлял СССР в Специальном Международном комитете по проведению Международного геофизического года.
С 1957 года — вице-президент, а с 1961 по 1963 годы — президент Международного геодезического и геофизического союза.
Инициатор создания международной организации — «Проект верхней мантии» и председатель её комитета (с 1960 года).
Принимал участие в разработке советской программы сверхглубокого бурения (1960 год).
Был руководителем советской комплексной геодинамической экспедиции, которая изучала Исландию в 1971—1973 годах (результатом работ стала первая геологическая карта Исландии).
Скончался 25 декабря 1990 года в Москве. Похоронен на Троекуровском кладбище (участок 2).

## Научная деятельность
Разработал и обосновал новый метод историко-тектонических исследований — метод анализа мощностей.
Восстановил тектоническую историю Большого Кавказа, на примере которого выявил особые закономерности развития геосинклиналей, развил представления М. М. Тетяева о ведущей роли инверсии в этом развитии.
Применил метод анализа фаций и мощностей к осадочным отложениям европейской части СССР и установил, что в отличие от геосинклинальных структур крупные структуры платформы характеризуются устойчивостью и не испытывают инверсии.
В 1942 году выдвинул радиомиграционную геотектоническую гипотезу развития земной коры в основе которой лежит представление о дифференциации подкорового вещества с постепенным разделением его по плотности как об основном глубинном процессе, определяющем историю формирования и динамических изменений земной коры. Эта теория в основных своих чертах разделялась большинством советских геологов в 1960-е — 1970-е годы и безраздельно господствовала в высшем образовании в этот период. Ввел понятие об эндогенных режимах как отражении взаимодействия между литосферой и астеносферой, позволившее рассматривать все многообразие явлений в земной коре в единой схеме.
Выдвинул гипотезу о происхождении коры океанов путём переработки (базификации) континентальной коры на новейшем этапе эволюции Земли.
На протяжении всей научной карьеры твёрдо придерживался концепции фиксизма. Учебник 1954 года «Основные вопросы геотектоники» уже содержит резко-полемические опровержения положений мобилизма. Крайне негативно воспринял возникновение в конце 1960-х годов Теории литосферных плит и фактически возглавил борьбу с ней в советской науке, которая сохраняла свою остроту до середины 1980-х годов.
Ученики: Л. И. Иогансон, A. В. Вихерт, В. Н. Шолпо, B. И. Шевченко, И. А. Рязанов, М. В. Гзовский, М. А. Гончаров, Н. Б. Лебедева, А. М. Сычева-Михайлова.
Автор более 400 научных работ, среди них монографии, научные и научно-популярные статьи.

## Семья
- Жена — Наталья Александровна Гурвич (1905—2007), искусствовед; дочь биолога А. Г. Гурвича[19].
  - Сын — Лев Владимирович Белоусов (1935—2017), эмбриолог, профессор МГУ.

## Награды
- 1953 — Орден «Знак Почёта»
- 1963 — Орден Трудового Красного Знамени
- 1967 — Орден Трудового Красного Знамени
- 1975 — Орден Ленина
- 1981 — Орден Трудового Красного Знамени[7]

## Членство в организациях
- Московское общество испытателей природы
- член-корреспондент Академии наук СССР с 1953 года[20]
- Геологическое общество Америки c 1958 г.
- Шведская королевская академия наук с 1960 г.
- Геологическое общество Лондона c 1960 г.
- Бельгийское геологическое общество с 1965 г.
- Французское геологическое общество c 1965 г.
- Индийский геофизический союз c 1967 г.[21]
- Индийская национальная академия наук (INSA) с 1973 г.
- Индийское геофизическое общество с 1973 г.
- Индийское геологическое общество с 1973 г.
- Национальная академия деи Линчеи с 1987 г.
- почётный доктор Университета Ньюкасла c 1968 г.
- почётный доктор Университета им. Карла Маркса в Лейпциге c 1971 г.[7].

Членство в редколлегиях
- 2 и 3 издания БСЭ и автор ряда статей;
- Международные журналы: «Геотектоника», «Tectonophysics», «Journal of the Earth and Planetary Interior», «Journal of Geodynamics»[7].

## Память
В честь В. В. Белоусова названа гора Белоусова на острове Парамушир (название присвоено в 1946 году).

## Монографии
- Beloussoff W. W. Les problemes de la geologic et de la geochemie de I’hehum. — Paris: Hermann, 1935. 38 p.
- Белоусов В. В. Очерки геохимии природных газов. — Л.: Химтеоретиздат, 1937
- Белоусов В. В. Общая геотектоника. — М. — Л.: Госгеолиздат, 1948. — 599 с.
- Белоусов В. В. Основные вопросы геотектоники. — М. Госгеолтехиздат, 1954. — 606 с.
- Белоусов В. В. Структурная геология. — М.: Изд-во Моск. ун-та, 1961. — 208 с.
- Белоусов В. В. Основные вопросы геотектоники. — 2-е изд., перераб. М.: Госгеолтехиздат, 1962. — 608 с.
- Белоусов В. В., Гзовский М. В. Экспериментальная тектоника. — М.: Недра, 1964. — 119 с.
- Белоусов В. В. Земная кора и верхняя мантия океанов. — М.: Наука, 1968. — 255 с.
- Белоусов В. В. Основы геотектоники. — М.: Недра, 1975. — 264 с.
- Белоусов В. В. Геотектоника: Учебное пособие. — М.: МГУ, 1976. — 334 с.
- Белоусов В. В. Эндогенные режимы материков. — М.: Недра, 1978. — 232 с.
- Белоусов В. В. Переходные зоны между континентами и океанами. — М.: Недра. 1982. — 150 с.
- Белоусов В. В. Основы геотектоники. 2-е изд., перераб. и доп. — М.: Недра, 1989. — 382 с.
- Белоусов В. В. Очерки истории геологии: У истоков науки о земле (геология до конца 18 века). — М.: тип. Нефтяник, 1993. — 268 с.

## Научно-популярные статьи
- Тайнa горы Кастель // Мир приключений. 1927. № 10. С. 35-48.
- Ущелье Большого Дракона // Всемирный следопыт. 1927. № 2. С. 108—116.
- В болотах Карелии // Всемирный следопыт. 1927. № 11. С. 844—859.
- В снегах Лапландии (4 статьи) // Всемирный следопыт. 1929. Ст. 1 № 5. С. 323—344; Ст. 2. С. 403—430; Ст. 3. № 7 С. 483—498; Ст. 4. № 8. С. 602—611.
- Апатит — зелёный камень // Вокруг света. 1930. № 10. С. 150—152, 154.
- Внутреннее строение Земли // Комсомольская правда. 1954. 10 авг. № 188 (8976). С. 3.
- В Народном Китае // Природа. 1956. № 4. С. 52-71.
- Международный геофизический год // Правда. 1956. 5 окт. № 279 (13942). С. 3.
- Механизм формирования мощностей отложений // Тикю Кагаку. 1956. № 28. С. 41-50. (На яп. яз.)
- Год открытий (МГГ) // Советская Культура. 1957. 26 янв. 12 (558). С. 1.
- Накануне Международного геофизического года. (Беседа с зам. пред. Междувед. комитета по проведению МГГ В. В. Белоусовым) // Славяне. 1957. № 6. С. 33-35.
- Центральное событие Международного геофизического года // Правда. 1957. 21 окт. № 294 (14323). С. 2.
- Ассамблея исследователей планеты (К итогам работ 5 ассамблеи Спец. комитета МГГ) // Комсомольская правда. 1958. 10 авг. № 187 (10206). С. 6.
- Хороший пример международного научного сотрудничества: Исследования по программе Международного геофизического года продолжаются // Правда. 1958. 29 дек. № 363 (14757). С. 6.
- Расширяются наши познания о Земле. (МГГ) // Правда. 1959. 28 дек. № 362 (15121). C. 4.
- Загадки глубин Земли // Правда 1960, 18 сент. № 262 (15386). С. 3.
- О путях развития геологической науки // Советская геология. 1963. № 1. С. 11-28.

## О В. В. Белоусове
- Белоусов Владимир Владимирович // БСЭ. 2-е изд. Т. 4. 1950. С. 536; // БСЭ. 3-е изд. Т. 3. 1970. С. 160—161; // БРЭ. Т. 3. 2005. С. 263 : порт.
- Белоусов Владимир Владимирович // Биографический словарь деятелей естествознания и техники. T. 1. М.: БСЭ, 1958. С. 59.
- Геологические науки: Тектоника // БСЭ. 2-е изд. Т. 50. 1957. C. 475—476.
- Пустовалов Л. В. К вопросу о путях развития геологической науки // Бюллетень МОИП. Отд. геол. 1964. Т. 39. Вып. 2. С. 120—129.
- Хомизури Г. П. Представления В. В. Белоусова о геосинклиналях // Развитие понятия «геосинклиналь». М: Наука, 1976. С. 144—152. (Очерки по истории геологических знаний; Вып. 18).
- Владимир Владимирович Белоусов / Редкол.: В. Н. Шолпо (отв. ред.), Ю. С. Геншафт, Л. И. Иогансон [и др.]. — М. : ОИФЗ РАН, Кн. дом. «Ун-т», 1999. — 400 с., [10]  с. ил. — 500 экз. — ISBN 5-8013-0058-9.
- Şengör A. M. C. The large wavelength deformations of the lithosphere: Materials for a history of the evolution of the thought from the earliest times to plate tectonics. Boulder: Geological soc., 2003. Vol. 17. 347 p. (Geol. soc. Amer. mem.; 196).
- Труды и дни Владимира Владимировича Белоусова (1907—1990): к столетию со дня рождения / Ин-т физики Земли им. О. Ю. Шмидта РАН; Иогансон Л. И. (сост.); Рогожин Е. А. (науч.ред.). М.: ИФЗ, 2007. 199 с.
- Ioganson L. The 1977 Beloussov letter to Khain // NCGY Journal. 2014. Vol. 2. N 3. P. 3-6.